# Сан-Карлос (Нікарагуа)
Сан-Карлос (англ. San Carlos) — місто і муніципалітет у південній частині Нікарагуа, адміністративний центр департаменту Ріо-Сан-Хуан.

## Географія
Розташований в місці, де річка Сан-Хуан витікає з озера Нікарагуа, приблизно за 290 км на південний схід від міста Манагуа, недалеко від кордону з Коста-Рикою. Абсолютна висота — 27 метрів над  рівнем моря.

## Населення
За даними на 2013 рік чисельність населення міста становить 15 157 осіб.
Динаміка чисельності населення міста за роками:
| 1971  | 1995  | 2000   | 2005   | 2013   |
| ----- | ----- | ------ | ------ | ------ |
| 2 487 | 8 909 | 11 272 | 12 174 | 15 157 |